# Katedrála svatého Ludvíka (Blois)
Katedrála svatého Ludvíka v Blois (fr. Cathédrale Saint-Louis de Blois) je římskokatolická katedrála a zároveň sídlo biskupství v Blois, založeného roku 1697.
Roku 1544 nechal francouzský král František I. na základech kolegiátního kostela Sainte Solenne z 12. století zbudovat novou fasádu a zvonici. Stavbě se stal osudným rok 1678, kdy ji zničil hurikán a v následujících letech došlo pod vedením architekta Arnoulta Séraphina Poictevinka k zásadní přestavbě v gotickém slohu.